# Charles Guillo du Bodan
Pour les articles homonymes, voir Guillo.
Charles Guillo du Bodan est un homme politique français né le 23 mai 1827 à Quimper (Finistère) et décédé le 16 novembre 1897 à Paris.
Fils de François Marie Guillo du Bodan, député du Morbihan, il est magistrat sous le Second Empire. En 1871, il devient conseiller général du canton de Vannes-Est. Il est élu représentant du Morbihan en 1873 et siège sur les bancs monarchistes. Il reste député du Morbihan jusqu'à sa mort, en 1897.

## Sources
- « Charles Guillo du Bodan », dans Adolphe Robert et Gaston Cougny, Dictionnaire des parlementaires français, Edgar Bourloton, 1889-1891 [détail de l’édition]
- « Charles Guillo du Bodan », dans le Dictionnaire des parlementaires français (1889-1940), sous la direction de Jean Jolly, PUF, 1960 [détail de l’édition]